# Castelletto Stura
Castelletto Stura – miejscowość i gmina we Włoszech, w regionie Piemont, w prowincji Cuneo.
Według danych na rok 2004 gminę zamieszkiwało 1176 osób, 73,5 os./km².